# Ostoja Wierzejska
Ostoja Wierzejska este o arie protejată (sit de importanță comunitară — SCI) din Polonia întinsă pe o suprafață de 224,64 ha, integral pe uscat.

## Localizare
Centrul sitului Ostoja Wierzejska este situat la coordonatele 50°54′53″N 20°39′43″E / 50.9147°N 20.662°E.

## Înființare
Situl Ostoja Wierzejska a fost declarat sit de importanță comunitară în octombrie 2009 pentru a proteja 3 specii de animale.

## Biodiversitate
Situată în ecoregiunea continentală, aria protejată conține 2 habitate naturale: Păduri de fag Luzulo-Fagetum, Păduri de brad Holy Cross (Abietetum polonicum).
La baza desemnării sitului se află mai multe specii protejate de  nevertebrate (3): Cucujus cinnaberinus, fluturele auriu (Euphydryas aurinia), fluturele purpuriu (Lycaena dispar).